# Кожбахтеев, Виктор Михайлович
Виктор Михайлович Кожбахтеев (1931 — 14 февраля 2012, Москва, Российская Федерация) — советский военачальник, начальник штаба Гражданской обороны СССР — первый заместитель начальника Гражданской обороны СССР (1988—1991). Генерал-полковник.

## Биография
В 1951 году окончил танковое училище, в 1961 г. — Военную академию бронетанковых войск, в 1984 г. — Высшие академические курсы при Военной академии Генерального штаба ВС СССР.
- 1951—1956 гг. — командир взвода танкового полка;
- 1956—1961 гг. — командир разведки танкового полка;
- 1961—1963 гг. — командир батальона тяжелого танкового полка Группы советских войск в Германии,
- 1963—1970 гг. — заместитель начальника оперативного отделения штаба 27-го гвардейской танковой дивизии Группы советских войск в Германии;
- август 1970 — август 1973 гг. — командир 73-й мотострелковой дивизии Дальневосточного военного округа (управление в г. Комсомольск-на-Амуре); генерал-майор (15.12.1972)[1];
- 1973—1976 гг. — начальник штаба-первый заместитель командующего 6-й танковой армии Киевского военного округа;
- 1976—1981 гг. — начальник штаба-первый заместителя командующего Центральной группы войск;
- 1981—1984 гг. — начальник штаба-первый заместитель командующего ПрибВО,
- 1984—1988 гг. — начальник штаба-первый заместитель Главнокомандующего войсками южного направления;
- 1988—1991 гг. — начальник штаба Гражданской обороны СССР-первый заместитель начальника Гражданской обороны СССР.

В 1991 уволен в запас. Находясь в отставке, избирался заместителем председателя Российского комитета ветеранов войны и военной службы.
Похоронен на Троекуровском кладбище.

## Награды
Награждён двумя орденами Красной Звезды, орденом «За службу Родине в ВС СССР» III степени и II степени, медалями.